# Игнатьев, Павел Борисович
Павел Борисович Игнатьев (род. 10 декабря 1973, Киев, Украина) — украинский пианист, джазовый композитор, автор девяти изданных альбомов.

## Биография
Родился 10 декабря 1973 года. С раннего детства Павел Игнатьев проявлял большой интерес к музыке. Родители заметили склонности ребёнка и направили его учиться в Киевскую музыкальную школу № 5. Некоторое время Павел провел в Одессе, где продолжал заниматься в Одесской музыкальной школе им. Столярского, но большую часть своего детства он провел в Киеве, учась в средней специальной школе им. Н. В. Лысенко.
Павел поступил в Киевскую государственную консерваторию на факультет «специальное фортепиано», после двух лет обучения в которой по приглашению Шандора Вега отбыл в Краков в «Моцартовскую академию» камерной и оркестровой классической музыки. Позже Павел прошёл курс на джазовом факультете в Ганноверской высшей школе, а также, курсы специального фортепиано профессора Д. Башкирова «Моцартеум» и курсы специального фортепиано профессора Альфонса Контарского в Sommerakademie der Hochschule Mozarteum (Зальцбург).
В 1993 году участвовал в джазовом фестивале в Вильнюсе (Литва), и в фестивале современной классической и камерной музыки Гидона Кремера «Кремерата», г. Локенхауз, Австрия (1994 г.).
С 1994 года начал концертную и композиторскую деятельность. В настоящее время сочиняет музыку и выступает с концертами как на Украине, так и за её пределами. Павел неоднократно выступал в эфире украинских общенациональных телеканалов.

## Сотрудничество с другими музыкантами
Павел Игнатьев записал несколько композиций с группой Бумбокс: песни «Ева» (вариант с фортепиано, альбом III) и «Happy End» (альбом Family Бізнес). Аранжировал и записал композицию «Руки к небесам» совместно с певцом Алексом Луной, на которую был снят клип. Выпустил музыкальный DVD совместно с гитаристом Геннадием Бондарем, а также выступает с ним на совместных концертах. Есть у Павла и совместная композиция с Сергеем Бабкиным. После участия в сентябре 2013 на фестивале Джаз- Коктебель 2013 познакомился с ещё одним соло участником джаз- Коктебель 2013 Shaї Sebbag и проведя 1 час совместно на киевской студии перед вылетом гитариста обратно в Париж записали 2 совместные песни

## Отзывы критиков и восприятие публики
Известный украинский музыкальный критик Алексей Коган неоднократно приглашал Павла Игнатьева на свои авторские концерты «НА ДЖАЗОВОЙ ВОЛНЕ…», организованные продюсерским центром Jazz in Kiev, а также давал высокую оценку творчеству Павла Игнатьева в авторских передачах «Суббота с Коганом» на Music Radio.

## Альбомы
- 2005 — Old Improvisations
- 2006 — Харьковские листья
- 2007 — Спиноза
- 2007 — Моему другу
- 2008 — Рассказ-раздумье
- 2008 — Караван
- 2009 — Бессонница
- 2010 — Воспоминания. Кристина
- 2010 — Колокола Души